# Dragozsani
Dragozsani (macedónul: Драгожани) település Észak-Macedóniában, a Pelagonijai körzet Bitolai járásában.

## Népesség
| Lakosok száma | 392  | 476  | 494  | 468  | 475  | 258  | 209  | 156  | 117  |
|               | 1948 | 1953 | 1961 | 1971 | 1981 | 1991 | 1994 | 2002 | 2021 |

2002-ben 156 lakosa volt, akik macedónok.